# Hermann Plattner
Hermann Plattner (* 2. November 1909 in Bern; † 12. Dezember 1997 ebenda) von Langenbruck war ein Schweizer Gymnasiallehrer, Maler und Grafiker.

## Leben
Hermann Plattner wurde in Bern geboren und besuchte 1916 bis 1929 die Grundschulen mit anschliessender Matura am Realgymnasium in Bern. 1929 bis 1932 folgten Studien an der Philosophischen Fakultät der Universität Bern. Die Befähigung zum Zeichenlehrer erwarb er 1935 an der Kunstgewerbeschule Bern. Er belegte Kurse an der Académie de la Grande Chaumière in Paris bei Charles Blanc und Fernand Léger sowie an der Akademie Heymann in München. In den Jahren 1935 bis 1937 unternahm er Studienreisen nach Italien, Südfrankreich, Holland und Belgien. Die ungegenständliche Malerei von Max von Mühlenen und Jacques Villon wurde ihm eine bedeutende Anregung. Während des Zweiten Weltkriegs leistete Plattner Aktivdienst in der Schweizer Armee.
Von 1946 bis 1976 war er hauptberuflich Zeichenlehrer am Städtischen Gymnasium Kirchenfeld Bern. Mit seinem Künstlerkollegen Werner Witschi reiste er in den Jahren 1951 bis 1958 nach Venedig, Ravenna, Paris, Le Havre, Hamburg und Duisburg, 1959 nach Istanbul sowie nach Berlin, Antwerpen, London, Boulogne-sur-Mer, Le Havre und Rom in den Jahren 1960/1961. Plattner war vor familiärem Hintergrund zeit seines Lebens Grenzgänger zwischen den deutsch-schweizerischen und den französisch-schweizerischen Kulturkreisen.

## Werk
Das Werk Plattners umfasst Ölbilder, Aquarelle, Zeichnungen sowie Siebdrucke und Collagen. Von der traditionell gegenständlichen Malweise von Charles Blanc und Heymann lernte Plattner das exakte Arbeiten, ohne darin bereits seinen eigenen Weg zu finden. Zurück in Bern, traf er mit Paul Klee und Bernhard Geiser, dem Verfasser des Katalogs des graphischen Werks Pablo Picassos, auf neue Freunde. Mit den Stilrichtungen Kubismus und Surrealismus entdeckte er für sich neue Perspektiven. Die gegenständlichen Darstellungen wichen um 1950 geometrischen Formen in flächiger Abstraktion, ab 1952 vor allem mit Collagen. Daraus entwickelte er in den 1970er Jahren ein Verfahren, bei dem er skizzierte Ideen aus der Bilderinnerung in Farbfeldanordnungen auf die Leinwand brachte. Mit der Gliederung von Flächen und Farben durch ein Liniengebilde entstanden so ungegenständliche Kompositionen.
«Hermann Plattner leistet mit seinen Arbeiten – insbesondere in der Auseinandersetzung mit Figur und Ungegenständlichkeit, Erinnerung und Analyse, Raum und Zeit, Geste, Farbe und Form – einen wichtigen Beitrag auf dem Gebiet kubistischer und lyrisch-abstrakter Bildauffassung.»
Werke von Plattner befinden sich in öffentlichen Sammlungen der Stadt Bern, des Kantons Bern und im Kunstmuseum Bern; ein Keramikmosaik von 1961 an der nördlichen Aussenwand des PTT-Gebäudes Viktoriaplatz 1 in Bern; das Wandbild Ichthys, von 1966, in Mineralfarbe auf Beton, im Vortragssaal der Thomaskirche, Bern-Liebefeld.
Der schriftliche und künstlerische Nachlass befindet sich seit 2015 bei der ART-Nachlassstiftung für Kunstschaffende in Bern (Bümpliz).

## Ehrungen
- 1933: 1. Preis, Académie de la Grande Chaumière, Paris
- 1934: 1. Preis, Académie de la Grande Chaumière, Paris
- 1983: Kunstpreis des Kantons Bern

## Ausstellungen (Auswahl)
- 1951: Galerie Breteau Paris
- 1952: Kunsthalle Bern
- 1955: Kunsthalle Basel
- 1966: Kunsthaus Zürich
- 1967: Kunsthalle Bern
- 1975: Städtische Kunstsammlung, Thunerhof Thun
- 1979: Galerie Toni Brechbühl Grenchen

Postum
- 2023: Kunstraum Bern Bümpliz und Galerie ArchivArte, Bern. Eine Doppelausstellung von ART-Archiv (Kooperation der ART-Nachlassstiftung und ArchivArte).